# New River Shasta
Tlohomtahhoi (New River Shasta, Tló-hōm-tah’-hoi, Tlo-Hom-Tah'-Hoi), pleme američkih Indijanaca porodice Shastan, koje je prema podacima Chimariko Indijanaca živjelo na gornjem toku New Rivera u Kaliforniji. Posljednji preživjeli pripadnik plemena bio je Saxy Kid (Saxey Kidd) kojeg je upoznao i dva puta posjetio američki biolog i etnolog Clinton Hart Merriam (1855-1942), i prema čijim je podacima pleme nestalo 50-tih. i '60.-tih godina 19. stoljeća najezdom kopača zlata. 
C. Hart Merriam za vrijeme prvog posjeta zapisuje 10 i za vrijeme drugog 35 riječi, kao i neke njegove nazive za susjedna plemena
Hodge kaže da nemaju naziva za sebe, Merriam pak navodi da su sebe nazivali Tlo-Hom-Tah'-Hoi. Susjedni Hupa Indijanci znazivali su ih E-tah'-chin (Istočnjaci; Easterners) ili E-tach-nǎ-lin-nuk-ka kewn-yahn-ne-ahn (East River People). 

## Ime
New River Shasta imali su brojne nazive kojim su ih nazivala druga plemena ili im ga davali naučnici koji su se bavili istraživanjima o ovom plemenu.
Naziv Amutakhwe navodi Kroeber kao Hoopa ime za New Rivere. Chal’-tah-soom (Sal’daś-sōm) je naziv koje su Merriamu dale njegove Chimariko informantice mrs. Sally Noble and Mrs. Montgomery, kao Chimariko nazive za New Rivere. Ovaj naziv spominje i Kroeber ali ga piše malo drugačije: Djalitason, Djalitasum, Djalitasun, djalitasom, djalintasun i Jelitason. Naziv Chimalaquays spominje Powers (1872); Chimalaque i Chi-mall’-a-kwe (Powers 1877). Chimalakwe (Goddard 1903, prema Powersu). E-tah’-chin (Hupa naziv, istočnjaci); E’-tahk-nă-lin’-nuk-kah kewn-yahn’-ne-ahn, drugi deskriptivni Hupa naziv u značenju 'East River people.' Klo’-mĕ-tah’-hwa (Tlo’-mah-tah’-hoi), Hupa izgovor naziva Tlo-hōm-tah’-hoi. Mah’-soo-aŕrah, Karok naziv za New River Shasta i Konomihu. Kroeber ovaj naziv piše Mashu-arara. New River Indians, uobičajeni naziv koji se ponekad pogrešno rasteže i na Chimariko Indijance. Dixon piše o New River Indijancima u svom Handbooku (1910): "They have no name for themselves." New River Shasta drugi Dixonov naziv. Tlo’-hōm-tah’-hoi, Njihov vlastiti naziv za sebe koji je nekoliko puta ponavljao Saxy Kid, punokrvni pripadnik ovog plemena. Hupa Indijanci izgovarali su ga Tlo-mah-tah’-hoi, a Kroeber ga piše kao Tl’omitta-hoi’ i pogrešno smatra da je to Hupa naziv za Chimariko Indijance.

## Kultura
Merriamovi informanti su Saxy Kid i Chimariko Indijanci. Prema podacima koje je sakupio područje New Rivera nalazilo se u bazenu rijeke New River, u potpunosti planinsko područje bez otvorenih dolina. Na zapadu su im bili agresivni Hupa Indijanci, a na istoku Chimariko. Bili su narod lovaca čija je uobičajena divljač medvjed, jelen, vapiti i razne ptice.
Soli nisu imali pa su je nabavljali od sjevernijih plemena. Kuće su bile od kore drveta s rupom za dim na vrhu. Prema Saxyju ceremonijalnih kuća (ili kuća za ples) nisu imali; duhan su uzgajali sadeći sjeme u tlo gdje bi prethodno zapalili drva. Mrtve su prema Saxyju sahranjivali, podupirući svoju tvrdnju uz napomenu “it is bad to burn dead persons”.

## Sela
- ’Keh-kah’-nā-tung, na donjem New Riveru (na mjestu zvanom Martha Ziegler’s); možda Chimariko rancherija.
- Ki-ooCh-wet-tung, na New Riveru, na mjestu zvanom Sally Noble’s, oko čwetvrt milje niže od Panther Creeka.
- Klo-neś-tung, na New Riveru na mjestu današnjeg Quinbyja.
- Mé-yemma, ovo selo spominje 1851. George Gibbs (a Merriam navodi), za koje kaže da je tada bilo zapaljeno a nalazilo se na rijeci Trinity. Merriam zaključuje da je to Chimariko teritorij, i naravno njihovo selo.
- Tsa-nah’-ning-ah’-tung, tamo gdje se east Fork spaja s New Riverom, blizu sela Klo-neś-tung.

## Rječnik
Prema Saxy Kidu, posljednjem živom pripadniku plemena. 
- Ke’-hish (Ka’-hāsh)... čovjek
- Kit ’-te-shahp’-ho (Chip-pah’-pi- nup’-how) ... žena
- 0-lā chit’-tah ... beba
- Koo’-mah-tsā’-hwah ... duhan
- Pow’-wah ... košara
- Kāp’-ne .. žir;  koristio se za izradu brašna.
- Tló-hōm-tah’-hoi ... naziv za njihovo pleme. Ime kojim su sebe nazivali.
- Che-mil’-i-ko ... ime za Chimariko Indijance
- Che-pah’-pe-nup-how ... ime za Hupa Indijance
- Kah-hoo’-tin-e’-ruk ...ime za pleme Cecilville.[3]

## Vanjske poveznice
- Saxy Kid, posljednji preživjeli